# 공안부 소방국
공안부 소방국(公安部 消防局)은 중화인민공화국 공안부 산하에서 소방, 구조, 구급을 담당하는 중국 인민무장경찰부대 내의 중국 공안소방부대를 지휘하는 조직이다. 공안부 제7국으로 칭하기도 한다.

## 직무
중화인민공화국 내의 소방부대의 지휘를 담당하며, 지역별로 소방대대나 소방중대를 배치에 운영하고 있다.